# Hölster Heinke
Hölster Heinke, auch Schinderhinke (gestorben 1753), war ein Straßenräuber, der Anfang des 18. Jahrhunderts im Revier der Stadt Venlo lebte. Er wurde nicht nur gefürchtet von überwiegend verreisenden, sondern auch von selbstständigen Bauern. Bei seinen Raubzügen wurde er begleitet von neun Räubern, darunter seiner Frau. Seine Raubüberfälle konzentrierten sich erst einmal östlich der Stadt Venlo im ländlichen Gebiet, aber später pflegte er auch Attentate auf der Hauptstraße in dem dunklen Wald zwischen Steyl und Reuver. Darüber hinaus beraubte er seine Opfer nicht nur, häufig tötete er sie auch, um die Leichen danach mit einem Stein um den Hals in der nahe gelegenen Maas verschwinden zu lassen. Hölster Heinke wurde im Jahr 1753 auf dem Maagdenberg hingerichtet durch das Rad, nachdem er durch einen Agrarier am Hulsterhof, einem Viertel am südlichen Rand der Stadt Venlo, angezeigt wurde. Seine Frau und die acht Mitschuldigen wurden auf demselben Hinrichtungsplatz erhängt. 
Anfänglich wehrte Hölster Heinke sich gegen die sogenannten wervers (Werber), die jungen Männer für das preußische Heer rekrutierten. Es kam oft zu unerwünschten und unverhofften Rekrutierungen der jungen Männer, wogegen auch die lokale Bevölkerung sich wehrte. Mit seinen Attentaten auf preußische Ziele bekam er Beifall und Bewunderung seitens der Einwohner.

## Namensherkunft
Der Name Hölster Heinke deutet möglicherweise auf den Hulsterhof hin, wo er verhaftet wurde, um später auf dem Maagdenberg hingerichtet zu werden. Der zweite Name Heinke ist eigentlich ein Pseudonym für Heinkes. Heinke kann aber auch auf das Substantiv Henker zurückgehen, was eine andere Bezeichnung für Scharfrichter ist (Schinderhinke wurde durch diejenigen, die ihn fürchteten, auch als Schlächter oder Henker bezeichnet). Hölster Heinke war auch bekannt unter dem Namen Schinderhinke. Hinke trifft ebenfalls auf Heinkes, aber schinder steht für Abhäuter, da schinden auch das Verb ist für enthäuten. Es liegt auf der Hand, dass der Wortteil -schinder sich auf seine Mordattentate beziehen kann.

## Sonstiges
Der Räuber Hölster Heinke ist nicht zu verwechseln mit Schinderhannes, einem Räuber, der im späten 18. Jahrhundert in der Gegend der Stadt Mainz lebte.